# Telenassa geminia
Telenassa geminia är en fjärilsart som beskrevs av Carl Heinrich Hopffer 1874. Telenassa geminia ingår i släktet Telenassa och familjen praktfjärilar. Inga underarter finns listade i Catalogue of Life.